# 3MF
3MF или 3D Manufacturing Format (3D производственный формат) — формат файла открытого стандарта разработанный и опубликованный Консорциумом 3MF.
Формат файла 3MF основан на формате файла данных XML и разработан специально для аддитивного производства. Он включает информацию о материалах, цветах и другую информацию, которая не может быть представлена в файле формата STL.Формат файла 3MF не намеревается конкурировать в традиционными пространстве CAD, который представлен нейтральными форматами.
На сегодняшний день компании, занимающиеся программным обеспечением систем автоматизированного проектирования CAD такие как Autodesk, Dassault Systèmes, PTC являются участниками ассоциации 3MF. Другие компании консорциума 3MF — Microsoft (ответственный за поддержку операционной системы и моделирование трехмерной графики), SLM и Hewlett-Packard, а также Shapeways, представляющий консорциуму информацию об использовании 3D печати. Другие ключевые игроки бизнеса 3D печати и аддитивного производства, такие как Materialise, 3D Systems, Siemens Digital Industries Software и Stratasys вошли в ассоциацию недавно. Чтобы облегчить внедрение, Консорциум 3MF также опубликовал реализацию формата файла 3MF на языке C++.

## Характеристики
Ниже представлен список некоторых преимуществ формата файла 3MF, представленного консорциумом.
- Полная поддержка цвета и текстуры в одном файле
- Поддерживающие структуры
- Полная поддержка лотка для непосредственной подготовки 3D принтера
- Миниатюры изображения, просмотр и печать в ОС Windows
- Эффективное хранение балочных решеток
- Поддержка множества материалов
- Разработан для промышленного производства
- Встроенная интеграция в Microsoft Office и Paint 3D

## Пример файла
Ниже представлен пример файла формата 3MF, адаптированного из 3MF Core спецификации и описывающего прямоугольный параллелепипед со сторонами 1, 2 и 3 дюйма.
```
 

<?xml version="1.0" encoding="UTF-8"?>
 

<model
 
unit=
"inch"
 

       
xml:lang=
"en-US"
 

       
xmlns=
"http://schemas.microsoft.com/3dmanufacturing/core/2015/02"
>
 

	
<metadata
 
name=
"Copyright"
>
 

		
Copyright
 
(c)
 
2015
 
3MF
 
Consortium.
 
All
 
rights
 
reserved.
 

	
</metadata>
 

	
<resources>
 

		
<object
 
id=
"1"
 
type=
"model"
>
 

			
<mesh>
 

				
<vertices>
 

		          		
<vertex
 
x=
"0"
 
y=
"0"
 
z=
"0"
 
/>
 

		          		
<vertex
 
x=
"1"
 
y=
"0"
 
z=
"0"
 
/>
 

		          		
<vertex
 
x=
"1"
 
y=
"2"
 
z=
"0"
 
/>
 

		          		
<vertex
 
x=
"0"
 
y=
"2"
 
z=
"0"
 
/>
 

		     			
<vertex
 
x=
"0"
 
y=
"0"
 
z=
"3"
 
/>
 

		          		
<vertex
 
x=
"1"
 
y=
"0"
 
z=
"3"
 
/>
 

		          		
<vertex
 
x=
"1"
 
y=
"2"
 
z=
"3"
 
/>
 

		          		
<vertex
 
x=
"0"
 
y=
"2"
 
z=
"3"
 
/>
 

				
</vertices>
 

				
<triangles>
 

		          		
<triangle
 
v1=
"3"
 
v2=
"2"
 
v3=
"1"
 
/>
 

		          		
<triangle
 
v1=
"1"
 
v2=
"0"
 
v3=
"3"
 
/>
 

		          		
<triangle
 
v1=
"4"
 
v2=
"5"
 
v3=
"6"
 
/>
 

		          		
<triangle
 
v1=
"6"
 
v2=
"7"
 
v3=
"4"
 
/>
 

		          		
<triangle
 
v1=
"0"
 
v2=
"1"
 
v3=
"5"
 
/>
 

		          		
<triangle
 
v1=
"5"
 
v2=
"4"
 
v3=
"0"
 
/>
 

		          		
<triangle
 
v1=
"1"
 
v2=
"2"
 
v3=
"6"
 
/>
 

		          		
<triangle
 
v1=
"6"
 
v2=
"5"
 
v3=
"1"
 
/>
 

		          		
<triangle
 
v1=
"2"
 
v2=
"3"
 
v3=
"7"
 
/>
 

		          		
<triangle
 
v1=
"7"
 
v2=
"6"
 
v3=
"2"
 
/>
 

		          		
<triangle
 
v1=
"3"
 
v2=
"0"
 
v3=
"4"
 
/>
 

		          		
<triangle
 
v1=
"4"
 
v2=
"7"
 
v3=
"3"
 
/>
 

				
</triangles>
 

			
</mesh>
 

		
</object>
 

	
</resources>
 

	
<build>
 

		
<item
 
objectid=
"1"
 
/>
 

	
</build>
 

</model>

```